# Barrage de Monceaux la Virolle
Le barrage de Monceaux la Virolle, ou de Monceaux la Virole, est un barrage français situé en région Nouvelle-Aquitaine, dans le département de la Corrèze entre les communes de Saint-Hilaire-les-Courbes et Viam. Il barre le cours de la Vézère.
Sa retenue, le lac de Viam, s'étend sur 183 hectares.

## Géographie
Le barrage de Monceaux la Virolle barre le cours de la Vézère à l'intérieur du parc naturel régional de Millevaches en Limousin, dans le département de la Corrèze, en limite des communes de Saint-Hilaire-les-Courbes (au nord) et Viam (au sud), juste au nord du lieu-dit Monceaux et deux kilomètres et demi à l'est du lieu-dit la Virole. Construit à 636 mètres d’altitude, il se trouve à environ deux kilomètres et demi au sud du bourg de Viam et quatre kilomètres au sud-ouest de celui de Bugeat.

## Historique
Dès 1924, l'implantation d'un barrage pour la production d'hydroélectricité a été envisagée (60 mètres de haut pour une retenue longue de 14 kilomètres), mais son édification aurait abouti à l'ennoiement de trois importants villages : Plazanet, Sirieix et Viam. C'est donc un projet moins imposant qui est retenu et, en 1939, la concession de l'ouvrage est accordée à la « Société des Forces Motrices de la Haute Vézère » qui commence les travaux à l'été 1940. Compte tenu de la Seconde Guerre mondiale, les travailleurs disponibles sur le canton de Bugeat sont insuffisamment nombreux et il est fait appel à des renforts venus d'au-delà, y compris d'autres pays européens ou des colonies françaises, notamment d'Algérie. Des prisonniers allemands aideront à terminer le chantier et la mise en service du barrage peut s'effectuer en 1946.
En 2012, deux journées portes ouvertes ont été organisées par EDF pour faire découvrir les installations de Monceaux la Virolle et du barrage de Treignac, ainsi que la zone Natura 2000.

## Caractéristiques techniques et exploitation
D'un volume de 10 000 m3, l'ouvrage est un barrage-voûte en béton long de 167 mètres. La hauteur par rapport au terrain est de 32 mètres, et de 34 mètres, fondations comprises. L'épaisseur du barrage en crête est de deux mètres cinquante et en pied de six mètres. La crête est à une hauteur de 666 m.
Il est exploité par Électricité de France.
D'un diamètre de deux mètres cinquante, une galerie d'amenée de l'eau, longue de trois kilomètres et demi, est prolongée par une conduite forcée longue de 380 m qui forme une hauteur de chute de 145 mètres, jusqu'aux deux turbines de l'usine hydroélectrique de Monceaux, située au bord de la Vézère, en queue du lac des Bariousses. D'une puissance installée de 16 MW, cette centrale fonctionne depuis 1946, produisant annuellement 57,5 GWh, soit l'équivalent de la consommation électrique d'une ville de 24 000 habitants.
Ce barrage — le plus amont sur la Vézère — fait partie de l'aménagement hydroélectrique de la Vézère qui comporte cinq autres structures représentant au total une puissance supérieure à 65 MW, produisant ainsi annuellement l'équivalent de la consommation électrique d'une ville de 90 000 habitants.

## Retenue
À une altitude maximale de 663 mètres NGF, son lac de retenue, le lac de Viam, s'étend sur 183 hectares. Long de quatre kilomètres, il est partagé entre deux communes du département de la Corrèze : Viam à plus de 90 % et Saint-Hilaire-les-Courbes sur environ quinze hectares en rive ouest au nord du barrage. En dehors de la Vézère, il est alimenté par une dizaine de ruisseaux. Le volume d'eau stocké représente 20,5 hm3 pour un bassin versant de 205 km2.
Il est agrémenté d'une base de loisirs, au sud du bourg de Viam.

## Environnement
Le barrage et le lac se situent dans le parc naturel régional de Millevaches en Limousin et font partie de la réserve de biosphère du bassin de la Dordogne.
Juste à l'aval du barrage, la vallée encaissée où coule la Vézère est, jusqu'à l'amont de la centrale hydroélectrique de Monceaux, une zone protégée en tant que zone naturelle d'intérêt écologique, faunistique et floristique (ZNIEFF) de type I sur 291 hectares,, ainsi que par le Réseau Natura 2000 (qui inclut également la vallée encaissée, sur environ quatre kilomètres, en aval de Treignac jusqu'à la centrale de Chingeat),.
Sept espèces animales inscrites à l’annexe II de la directive habitats sont présentes dans la zone Natura 2000 : un agnathe : la Lamproie de Planer (Lampetra planeri), deux insectes : le Damier de la succise (Euphydryas aurinia) et Lucanus cervus, et quatre mammifères (dont trois chauves-souris) : la Barbastelle d'Europe (Barbastella barbastellus), le Grand murin (Myotis myotis), le Murin de Bechstein (Myotis bechsteinii), et la Loutre d'Europe (Lutra lutra).
Les espèces déterminantes recensées dans la ZNIEFF sont beaucoup plus nombreuses :
- six espèces de chauves-souris : aux trois espèces précédemment nommées ci-dessus s'ajoutent l'Oreillard roux (Plecotus auritus), le Petit murin (Myotis blythii) et le Petit rhinolophe (Rhinolophus hipposideros) ;
- sept espèces d'oiseaux : le Cincle plongeur (Cinclus cinclus), le Goéland brun (Larus fuscus), le Harle piette (Mergus albellus), le Grand Corbeau (Corvus corax), le Milan royal (Milvus milvus), le Pic noir (Dryocopus martius) et le Tarin des aulnes (Carduelis spinus) ;
- trente-quatre espèces végétales : l'Ail de la Sainte-Victoire (Allium victorialis), l'Ail des ours (Allium ursinum), la Balsamine des bois (Impatiens noli-tangere), le Calamagrostis faux-roseau (Calamagrostis arundinacea), la Campanille à feuilles de lierre (Wahlenbergia hederacea), la Crépide des marais (Crepis paludosa), la Dent de chien ((Erythronium dens-canis), le Doronic d'Autriche (Doronicum austriacum), l'Euphorbe poilue (Euphorbia villosa), la Fétuque des bois (Festuca altissima), le Gaillet du Hartz (Galium saxatile), la Gentiane jaune (Gentiana lutea), le Géranium des bois (Geranium sylvaticum), la Laîche en ampoules (Carex rostrata), la Laitue de Plumier (Cicerbita plumieri), le Maïanthème à deux feuilles (Maianthemum bifolium), le Millepertuis à feuilles de lin (Hypericum linariifolium), la Phalangère à fleurs de Lis (Anthericum liliago), le Pâturin de Chaix (Poa chaixii), le Polypode du Chêne (Gymnocarpium dryopteris), le Polypode du Hêtre (Phegopteris connectilis), le Polystic des montagnes (Oreopteris limbosperma), le Polystic en fer de lance (Polystichum lonchitis), la Potentille des marais (Comarum palustre), la Raiponce de France (Phyteuma gallicum), la Renoncule à feuilles d'aconit (Ranunculus aconitifolius), le Séneçon à feuilles d'adonis (Jacobaea adonidifolia), le Séneçon cacaliaster (Senecio cacaliaster), le Sorbier de Thuringe ( Sorbus ×thuringiaca), une sphaigne (Sphagnum quinquefarium), le Sureau à grappes (Sambucus racemosa), le Thésium des Pyrénées (Thesium pyrenaicum), le Trèfle d'eau (Menyanthes trifoliata) et la Violette des marais (Viola palustris).

Le barrage et son environnement
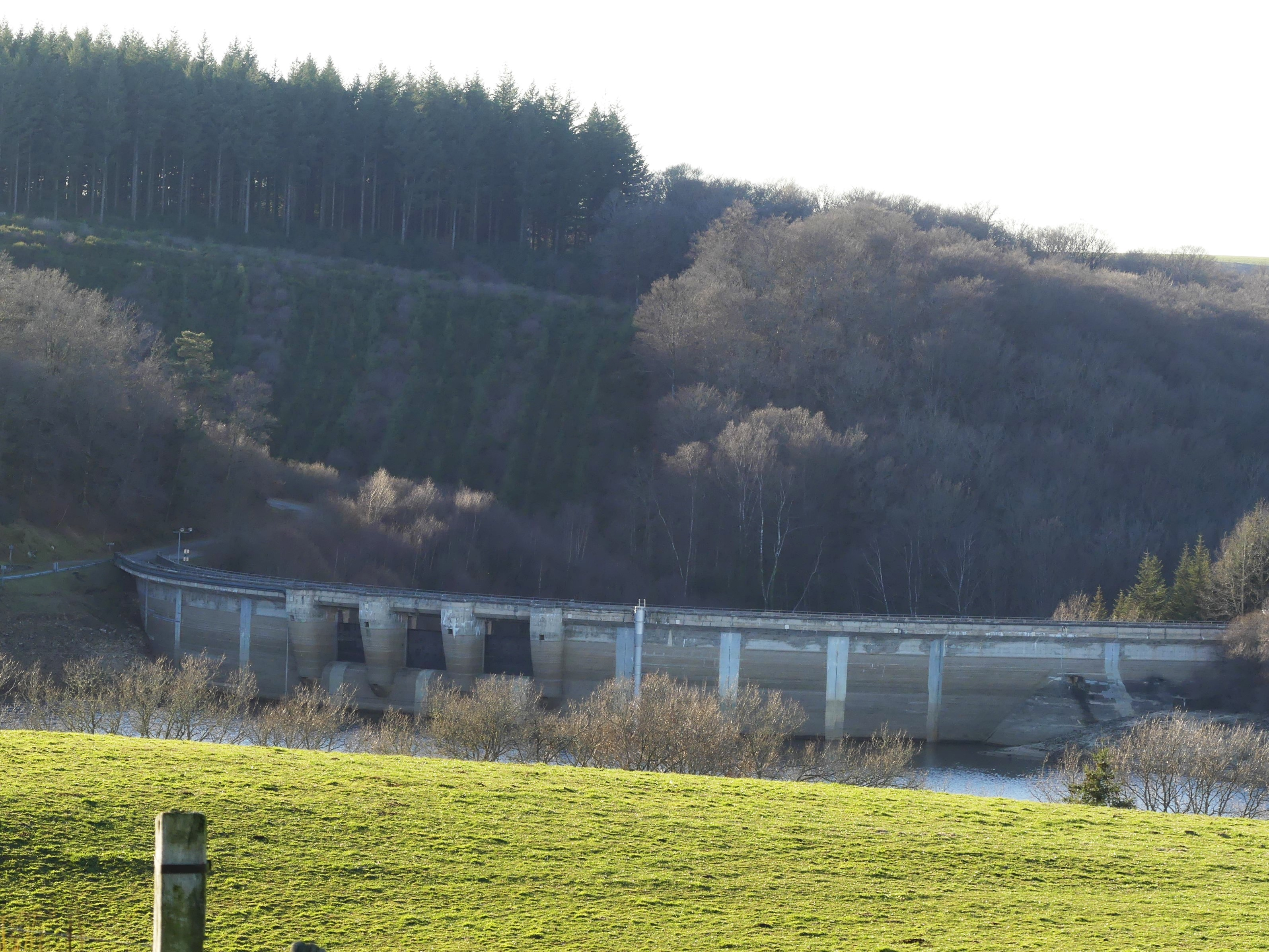
Le barrage vu depuis l'est.
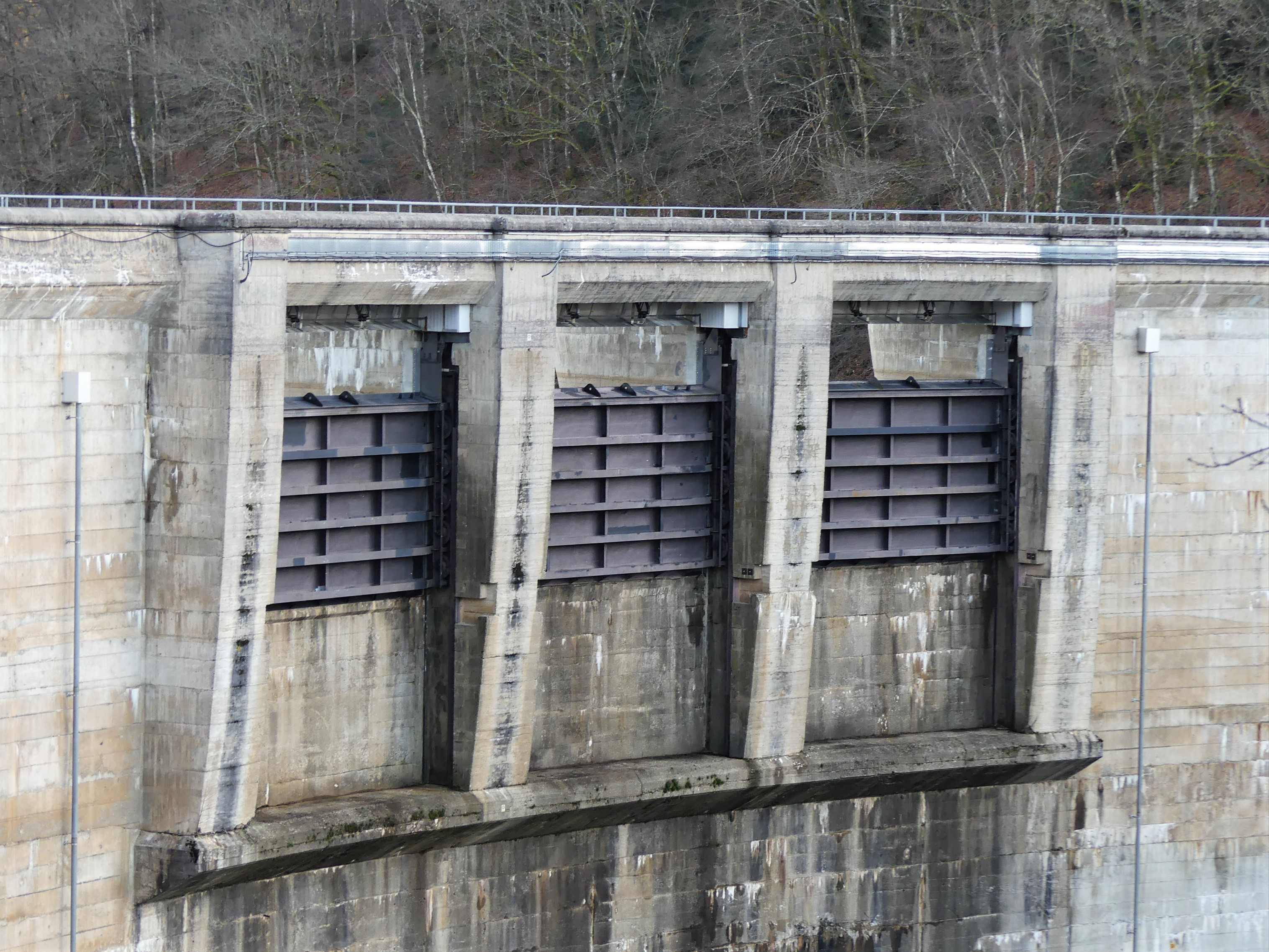
Les évacuateurs de crue.
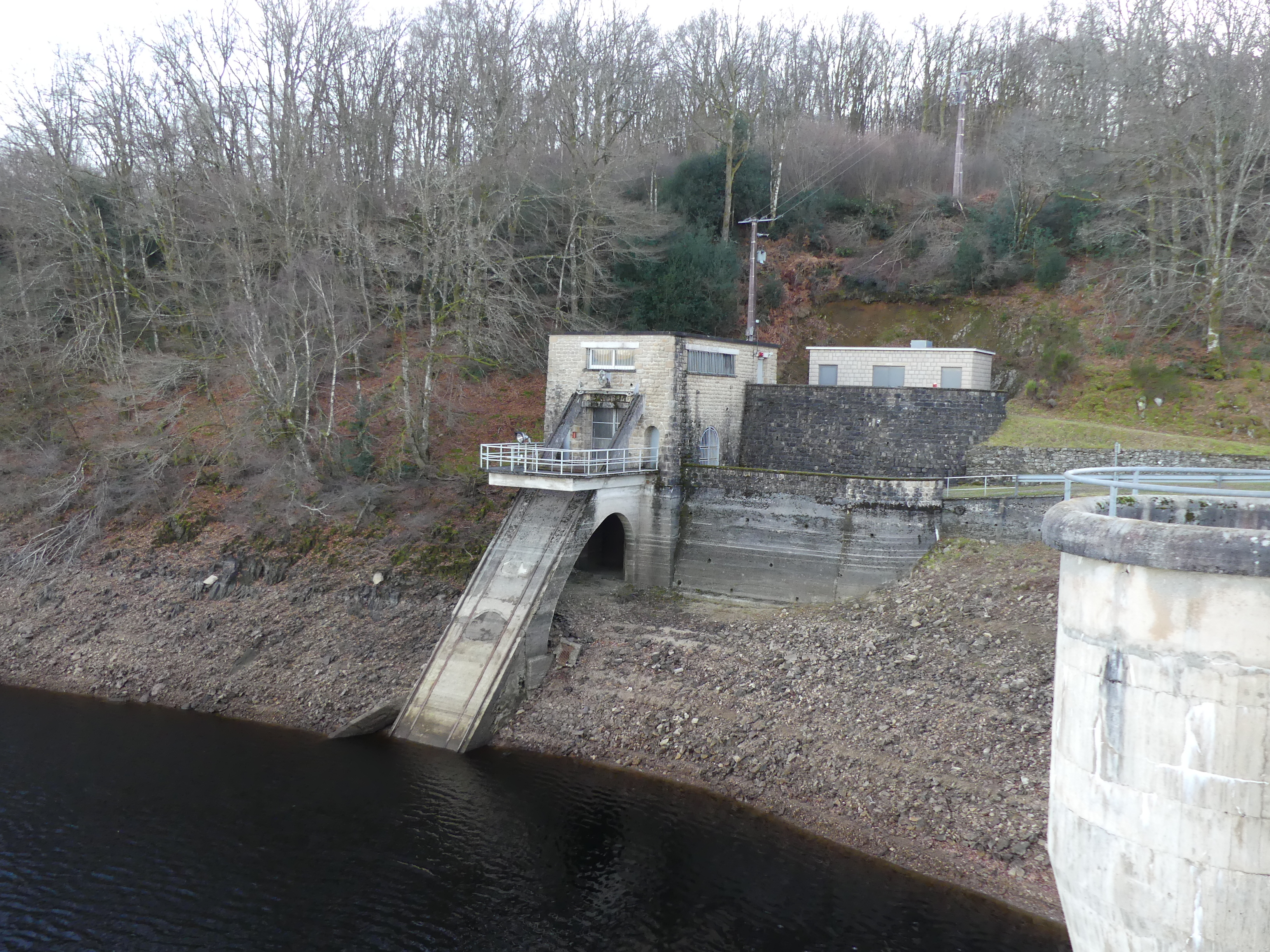
Le bâtiment à partir duquel part la galerie d'amenée d'eau vers la centrale hydroélectrique de Monceaux.
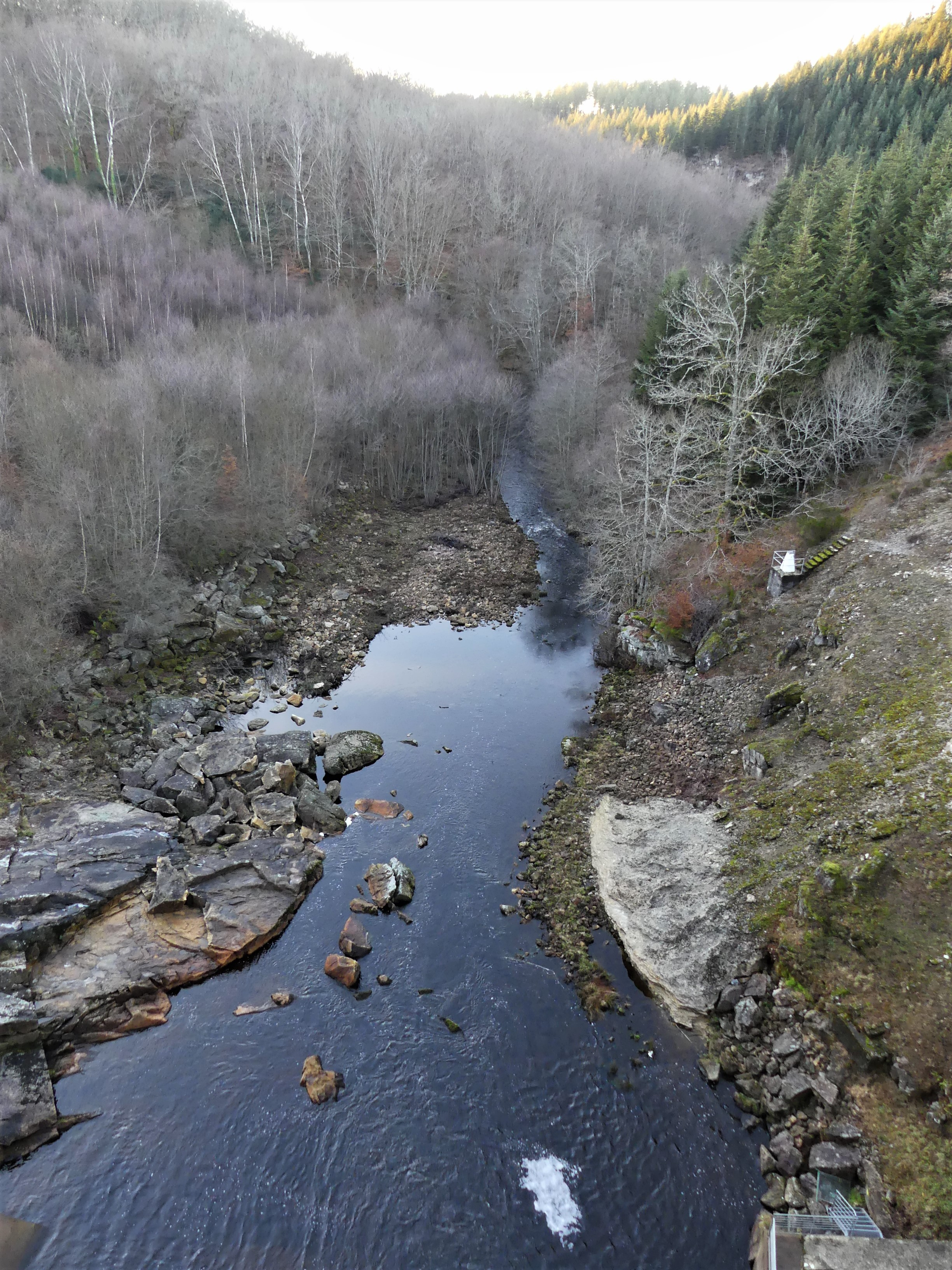
Les gorges de la Vézère juste en aval du barrage.
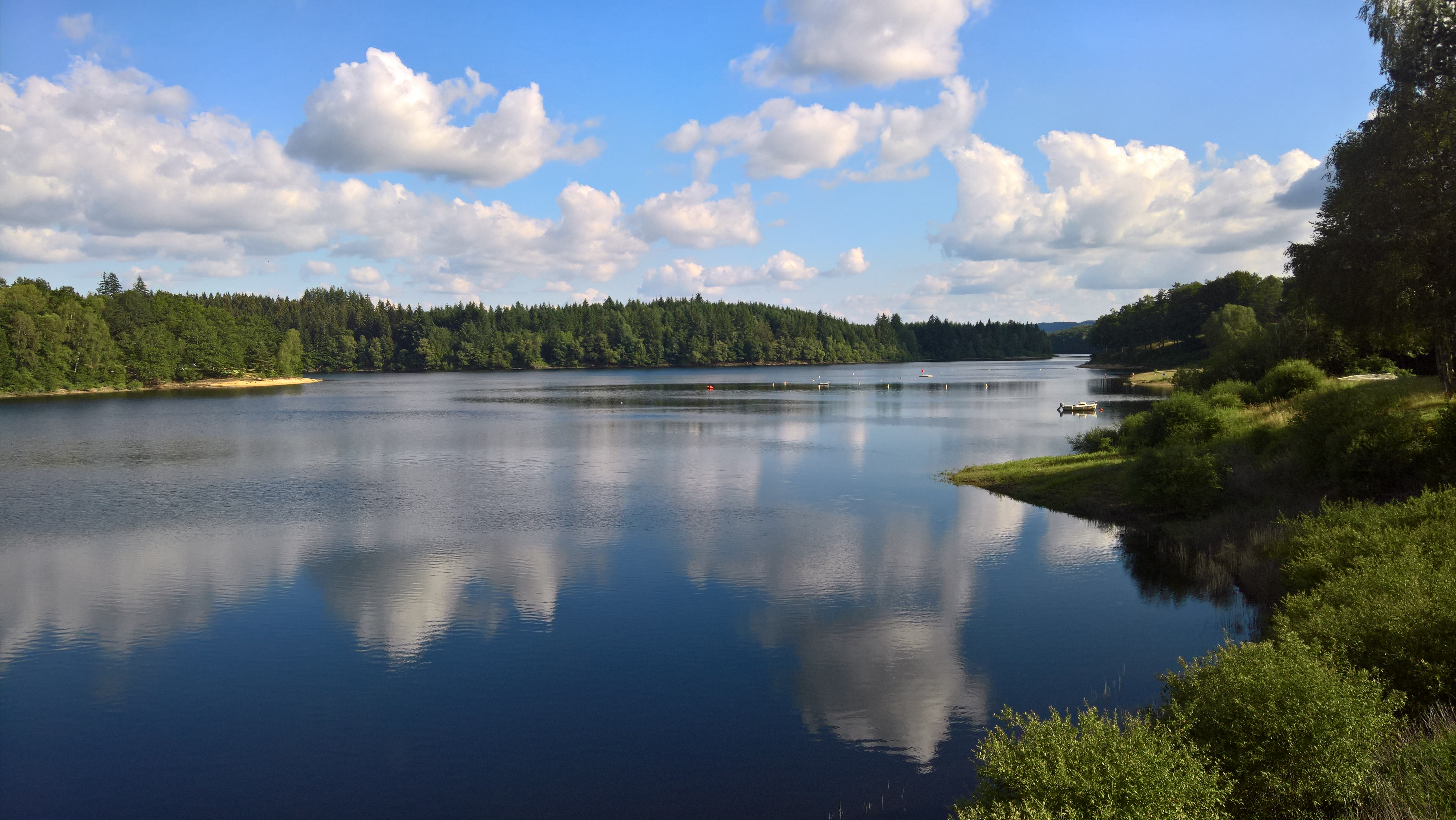
Le lac de Viam.
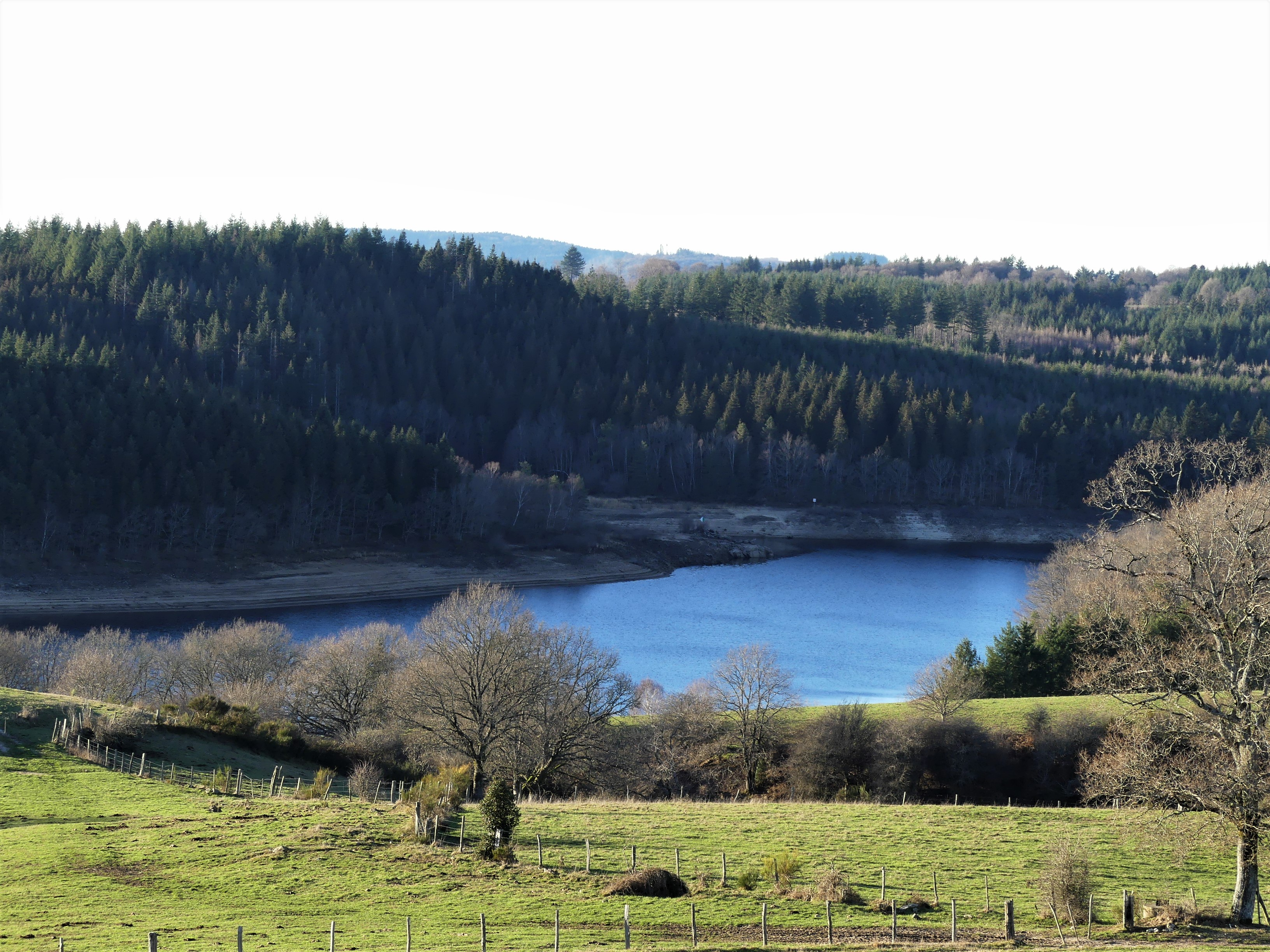
Le lac de Viam vu depuis Couignoux.
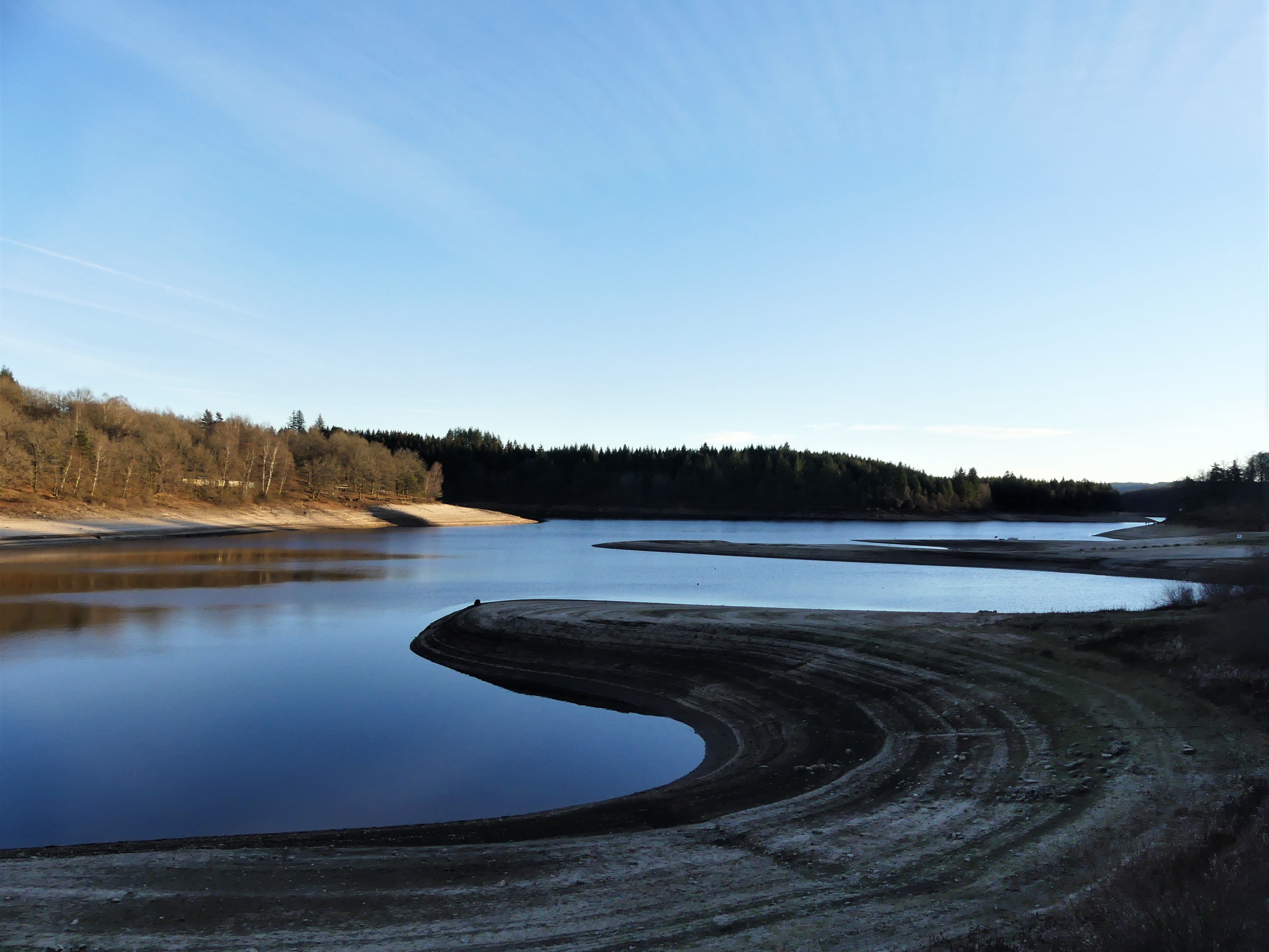
Le lac de Viam au village de Viam en période de vidange.